# (10786) Robertmayer
(10786) Robertmayer (1991 TC3) – planetoida z pasa głównego asteroid okrążająca Słońce w ciągu 3,29 lat w średniej odległości 2,21 j.a. Odkryta 7 października 1991 roku.